# The Big Sister
The Big Sister er en amerikansk stumfilm fra 1916 af John B. O'Brien.

## Medvirkende
- Mae Murray som Betty Norton.
- Matty Roubert som Jimmy Norton.
- Harry C. Browne som Rodney Channing.
- Ida Darling som Mrs. Spaulding.
- Armand Cortes som Nifty Mendez.